# Charles-Marie Widor
Charles-Marie Widor, celým jménem Charles-Marie Jean Albert Widor (21. února 1844 Lyon – 12. března 1937 Paříž), byl francouzský varhaník, skladatel a pedagog.
Charles-Marie Widor byl nástupcem Cesara Francka na pařížské konzervatoři. Widor vyučoval kompozici a varhanní hru, studovali u něho mj. Darius Milhaud nebo Marcel Dupré. Jeho nejhranější skladbou je Toccata ze Symfonie č. 5 f moll, op. 42/1.

## Biografie
Narodil se v Lyonu, v rodině stavitele varhan a hudbu začal studovat u svého otce François-Charles Widora, v letech 1838 - 1889 varhaníka kostela Saint-François-de-Sales. Stavitel varhan Aristide Cavaillé-Coll, přítel rodiny, rozpoznal talent mladého varhaníka a doporučil ho roku 1863 ke studiu varhanní hry u Jacques-Nicolas Lemmense a skladby u François-Josepha Fétise, ředitele královské konzervatoře v Bruselu. Po dokončení studií se Widor přestěhoval do Paříže, která zůstala jeho domovem po celý život. Roku 1869 se stal asistentem Camilla Saint-Saënse v Église de la Madeleine. V lednu 1870 se, s pomocí Cavaillé-Colla, Charlese Gounoda a Camilla Saint-Saënse, ve věku 25 let stal varhaníkem v kostele sv. Sulpicia v Paříži, což byl nejprestižnější varhanický post ve Francii, neboť tamní varhany byly Cavaillé-Collovým mistrovským dílem. Widor zůstal na tomto postu 64 let až do roku 1933, kdy byl vystřídán svým studentem a asistentem Marcelem Dupré.
Roku 1890 nahradil Césara Francka na pozici profesora na pařížské konzervatoři, později, roku 1896 se tohoto postu vzdal a stal se profesorem kompozice. Mezi Widorovými žáky bylo mnoho skladatelů a varhaníků, kteří se zapsali do dějin hudby, např.: Louis Vierne, Charles Tournemire, Darius Milhaud, Marcel Dupré, Alexander Schreiner a Edgard Varèse. Spolu s Albertem Schweitzerem, také svým žákem, spolupracovali na komentované edici Bachových varhanních děl publikované v letech 1912-14.
Jeho mistrovská varhanní hra ho přivedla do mnoha zemí Evropy, koncertoval např. v Rusku, Anglii, Německu, Nizozemí, Itálii, Polsku nebo Švýcarsku. Stal se inaugurantem mnoha varhan postavených jeho přítelem Cavaillé-Collem, např. v Notre-Dame de Paris, Saint-Germain-des-Près, Trocadéro a Saint-Ouen de Rouen.
Widor byl mužem s velkým kulturním rozhledem, roku 1892 byl jmenován rytířem Řádu čestné legie, roku 1910 se stal členem Institut de France a dne 18. července 1914 byl zvolen stálým sekretářem Akademie krásných umění (Académie des Beaux-Arts), kdy nahradil Henryho Roujona.
Roku 1921 Widor spoluzakládal Americkou konzervatoř ve Fontainebleau. Byl jejím ředitelem od roku 1934, kdy ho nahradil Maurice Ravel.
Ve věku 76 let se 26. dubna 1920 v Charchigné oženil s Mathildou de Montesquiou-Fézensac. 36letá Mathilda pocházela ze staré prominentní rodiny. Zemřela roku 1960. Manželství bylo bezdětné.
31. prosince 1933 Widor opustil místo varhaníka v Saint-Sulpice. O tři roky později ho postihla mrtvice, která ho paralyzovala na pravé polovině těla. Zemřel doma, v Paříži, 21. března 1937. O čtyři dny později bylo jeho tělo uloženo k poslednímu odpočinu v kryptě kostela Saint-Sulpice.

## Dílo

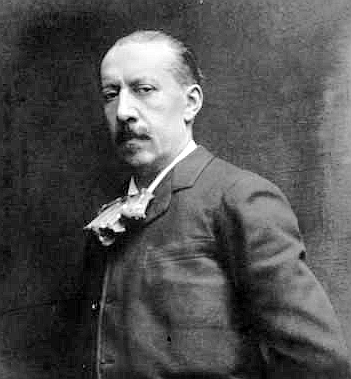
Paul Berger: Charles-Marie Widor

Widor komponoval hudbu komorní, orchestrální, opery i písně, ale nejpozoruhodnější je jeho tvorba pro varhany. Zvláštní postavení mezi těmito skladbami má 10 varhanních symfonií. Tento název, obvyklý pro orchestrální skladby, dal svým dílům nejen z formálních důvodů, ale i proto, že moderní varhany mu umožňovaly využít širokého rejstříků barev a dynamiky.

### Orchestrální skladby
- Symfonie č. 1, op. 16 (1870)
- Klavírní koncert č. 1, op. 39 (1876)
- Houslový koncert (1877)
- Violoncellový koncert, op. 41 (1882)
- Symfonie pro varhany a orchestr, op. 42 (1882)
- Symfonie č. 2, op. 54 (1882, Heugel) - Orchestra
- La nuit de Walpurgis, symfonická báseň, op. 60 (sbor a orchestr, 1887)
- Fantaisie pro klavír a orchestr, op. 62 (1889)
- Suita z Conte d'avril, op. 64 (1892)
- Symfonie č. 3, op. 69 (1894)
- Choral et Variations pro harfu a orchestr, op. 74 (1900)
- Klavírní koncert č. 2, op. 77 (1906)
- Sinfonia sacra, op. 81 (varhany a orchestr, 1908)
- Symphonie antique, op. 83 (sóla, sbor, varhany a orchestr, 1911)
- Ouverture espagnole (1897)

### Varhany
- Symfonie pro varhany č. 1–4, op. 13 (1872
- Marche américaine
- Symfonie pro varhany č. 5–8, op. 42 (1879)
- Marche Nuptiale op. 64 (1892)
- Symphonie Gothique pour orgue (Symfonie pro varhany č. 9), op. 70 (1895)
- Symphonie Romane pour orgue (Symfonie pro varhany č. 10), op. 73 (1900)
- Bachovo Memento (1925)
- Latinská suita, op. 86 (1927)
- Trois Nouvelles Pièces, op. 87 (1934)

### Komorní skladby
- 6 Duos, op. 3 (klavír a harmonium, 1867)
- Klavírní trio, op. 3 (Humoresque, Cantabile, Nocturne, Sérénade)
- Sérénade, op. 10 (pro klavír, flétnu, housle, violoncello a harmonium, 1870)
- Klavírní trio, op. 19 (1875)
- 3 Pieces, op. 21 (pro violoncello a klavír, 1875)
- Suite, op. 34 (flétna a klavír, 1877)
- Romance, op. 46 (pro housle a klavír)
- Sonáta č. 1, op. 50 pro housle a klavír (1881)
- Soirs d'Alsace, op. 52 pro housle, violoncello a klavír (1881)
- Cavatine, op. 57, pro housle a klavír (1887)
- Klavírní kvartet, op. 66 (1891)
- Klavírní kvintet, op. 68 (1894)
- Introduction et Rondo, op. 72, pro klarinet a klavír (1898)
- Suite, op. 76, pro housle a klavír (1903, Hamelle)
- Sonáta, op.79, pro housle a klavír (1906)
- Sonáta, op. 80, pro violoncello a klavír (1907)
- Salvum fac populum tuum, op. 84, pro tři trubky, 3 trombóny, bicí nástroje a varhany (1917)
- 4 Pièces pro housle, violoncello a klavír (1890)
- 3 Pièces pro hoboj a klavír(1891)
- Suita pro violoncello a klavír (1912)
- Suite Florentine pro housle a klavír (1920)

### Klavír
- Variations de concert sur un thème original, op. 1 (1867)
- Sérénade, op. 3
- Airs de ballet, op. 4 (1868)
- Scherzo-valse, op. 5 (1868)
- Fantaisie italienne, op. 6 (1877)
- Caprice, op. 9 (1868)
- 3 Valses, op. 11 (1871)
- Impromptu, op. 12 (1871)
- 6 Morceaux de salon, op. 15 (1872)
- Prelude, andante et final, op. 17 (1874)
- Scènes de bal, op. 20 (1875)
- 6 Valses caractéristiques, op. 26 (1877)
- Variations sur un thème original, op. 29 (1877)
- 12 Feuillets d’album, op. 31 (1877)
- Cinq Valses, op. 33
- Dans les bois, op. 44 (1880)
- Pages intimes, op.48 (1879)
- Suite polonaise, op. 51 (1881)
- Suite, op. 58 (1887)
- Carnaval, douze pièces pour piano, op. 61 (1889)
- Nocturne z Contes d'Avril, op. 64
- 5 Valses, op. 71 (1894)
- Suite Écossaise, op.78 (1905)
- Introduction
- Intermezzo

### Písně a sbory
- O Salutaris, op. 8 (alt nebo baryton, housle violoncello a varhany, 1868)
- 6 Mélodies, op. 14 (zpěv a klavír, 1872)
- Tantum ergo, op. 18, no. 1 (baryton, sbor a varhany, 1874)
- Regina coeli, op. 18, no. 2 (baryton, sbor a varhany, 1874)
- 6 Mélodies, op. 22 (zpěv a klavír, 1875)
- Quam dilecta tabernacula tua, op. 23 no. 1 (baryton, sbor a varhany, 1876)
- Tu es Petrus, op. 23 no. 2 (baryton, sbor a varhany, 1876)
- Surrexit a mortuis, op. 23 no. 3 (baryton, sbor a varhany, 1876)
- Ave Maria, op. 24 (mezzosoprán, harfa a varhany, 1877)
- 3 Choruses, op. 25 (sbor, 1876)
- 3 Mélodies, op. 28 (zpěv a klavír, 1876)
- 2 Duos, op. 30 (soprán, alt a klavír, 1876)
- 3 Mélodies italiennes, op. 32 (zpěv a klavír, 1877)
- 3 Mélodies italiennes, op. 35 (zpěv a klavír,)
- Mše, op. 36 (baryton, sbor a varhany, 1878)
- 6 Mélodies, op. 37 (zpěv a klavír, 1877)
- 2 Duos, op. 40 (soprán, alt a klavír, 1876)
- 6 Mélodies, op. 43 (zpěv a klavír, 1878)
- 6 Mélodies, op. 47 (zpěv a klavír, 1879)
- Chant séculaire, op. 49 (soprán, sbor a orchestr, 1881)
- 6 Mélodies, op. 53 (zpěv a klavír)
- Ave Maria, op. 59 (zpěv harfa a varhany, 1884)
- O salutaris, op. 63 (zpěv, housle, violoncello a varhany, 1889)
- Soirs d'été, op. 63 (zpěv a klavír, 1889)
- Ecce Joanna, Alleluia! (Schola Cantorum, sbor a varhany)
- Psalm 112 (baryton, sbor, varhany a orchetr, 1879)
- Chansons de mer, op. 75 (1902)
- Da Pacem (sbor a varhany nebo klavír, 1930)
- Non Credo (zpěv a klavír, 1890)

### Jevištní díla
- Le capitaine Loys (komická opera, okolo 1878)
- La korrigane (balet, 1880)
- Maître Ambros, op. 56 (opera, 1886)
- Conte d'avril, op. 64 (scénická hudba, 1885)
- Les pêcheurs de Saint-Jean (opera, 1895)
- Nerto (opera, 1924)

### Spisy
- Technique de l'orchestre moderne faisant suite au Traité d'instrumentation de H. Berlioz (1904, Paris: Lemoine)
- L'Orgue moderne, la décadence dans la facture contemporaine (1928, Paris: Durand)

## Diskografie
- Kompletní varhanní práce, zaznamenané Ben van Oosten - Mdg
- Deset symfonií, zaznamenané Pierre Pincemaille – 2000 – Solstice SOCD 181–185.